# Campaea excisaria
Campaea excisaria är en fjärilsart som beskrevs av Eugen Johann Christoph Esper 1801. Campaea excisaria ingår i släktet Campaea och familjen mätare. Inga underarter finns listade i Catalogue of Life.